# Wadym Zajać
Wadym Hryhorowycz Zajać, ukr. Вадим Григорович Заяць (ur. 1 czerwca 1974 w Czerniowcach) – ukraiński piłkarz, grający na pozycji pomocnika, trener piłkarski.

## Kariera piłkarska

### Kariera klubowa
Zaczynał karierę piłkarską w Bukowynie Czerniowce, w której występował przez 5 lat. Na początku 1999 przeszedł do Zirki Kirowohrad, a latem 2000 do Metałurha Zaporoże. Wiosną 2002 bronił barw Tawrii Symferopol, po czym powrócił do Metałurha. W 2005 zakończył karierę piłkarską w Zakarpattia Użhorod, chociaż jeszcze potem w latach 2007-2009 grał w amatorskiej drużynie FK Łużany.

## Kariera trenerska
Po zakończeniu kariery zawodniczej w rozpoczął pracę szkoleniową. Najpierw pomagał trenować Bukowynę Czerniowce, a 26 marca 2010 został mianowany na pełniącego obowiązki głównego trenera Bukowyny. Po tym jak z klubem zdobył awans do pierwszej ligi trener został pozbawiony przystawki p.o. 31 sierpnia 2013 roku przez problemy finansowe klubu anulował kontrakt z Bukowyną.

## Sukcesy i odznaczenia

### Sukcesy klubowe
- wicemistrz Pierwszej Lihi Ukrainy: 1996, 1998

### Sukcesy trenerskie
- mistrz Drugiej Lihi Ukrainy: 2010

### Odznaczenia
- Order „Za zasługi” III klasy: 2011[3]